# Phallus calongei
Phallus calongei ist eine Pilzart aus der Familie der Stinkmorchelverwandten, die in Pakistan und Indien vorkommt.

## Merkmale
Phallus calongei bildet wie alle Stinkmorcheln im unreifen Stadium ein Hexenei, in dem sich der Fruchtkörper mit dem Receptaculum entwickelt. Bei Reife wächst dann aus dem Hexenei wächst dann der mit der Gleba bis zu 24 cm lange und bis zu 3 cm breite, weißliche Stiel mit dem Hut heraus. Der Stiel ist hohl und gekammert. Das Receptaculum also der die Fruchtschicht tragende Teil ist bis zu 7 cm hoch und 4 cm breit, glockig bis konisch mit einer netzförmigen Oberfläche. Bei Auflösung der Gleba wird die Oberfläche noch netzförmiger mit rosafarbenen Grate. Die Spitze ist abgestumpft durch eine flache, abgesenkte, perforierte Oberfläche. Die Gleba ist olivgrün, zerfließend und strömt einen intensiven Aasgeruch aus. Es fehlt bei den pakistanischen Funden ein Indusium (Schleier), bei den indischen ist ein spärlich ausgebildetes Indusim vorhanden. Die Volva besteht aus einer dünnen, weißen nicht perforierten Membran und ist nur spärlich ausgebildet.
Die Sporen sind 3,5–4,5 μm × 1,5–2 μm groß, elliptisch, glatt und hyalin.

## Ökologie
Phallus calongei kommt gesellig vor auf abgestorbenem und verfaulendem Holz in gemäßigten Mischwäldern. Die Verbreitung der Sporen erfolgt durch Fliegen und Mistkäfer, die durch den aasartigen Geruch angelockt werden und die Gleba aufnehmen.

## Verbreitung
Phallus calongei wurde aus Pakistan erstbeschrieben. Bald wurden auch Funde aus dem indischen Bundesstaat Sikkim bekannt.

## Namensherkunft
Aufgrund seiner Form erhielt die Gattung den wissenschaftlichen Namen Phallus, das Artepitheton erhielt er zu Ehren des spanischen Mykologen Francisco Diego Calonge.

## Systematik
Phallus calongei wurde 2009 von Gabriel Moreno und Abdul Nasir Khalid erstbeschrieben. Sie gehört innerhalb der Stinkmorcheln zur Untergattung Phallus, Sektion Flavophallus. Andere Arten dieser Sektion sind  Phallus flavocostatus, Phallus tenuis, Phallus formanosus, Phallus callichrous, Phallus multicolor und Phallus cinnabarinus. Phallus calongei unterscheidet sich von diesen Arten unter anderem durch eine unterdurchschnittlich entwickelte Volvaa, der an beiden Enden verjüngte Stiel, der sehr ausgeprägt netzförmige Hut mit seinen rosafarbenen Graten und das Fehlen des Indusiums (wobei letztes Merkmal bei den indischen Exemplaren doch vorhanden ist).